# Kaufungen
Kaufungen este o comună din landul Hessa, Germania.